# Puljujärvi (sjö, lat 68,23, long 24,83)
Puljujärvi är en sjö i Finland. Den ligger i kommunen Kittilä i landskapet Lappland, i den norra delen av landet, 900 km norr om huvudstaden Helsingfors. Puljujärvi ligger 271,8 meter över havet. Arean är 33,1 hektar och strandlinjen är 3,55 kilometer lång. Sjön  ingår i Kemi älvs huvudavrinningsområde. 